# Еталон змішаного буково-ялицево-смерекового
Еталон змішаного буково-ялицево-смерекового — ботанічна пам'ятка природи місцевого значення. Об'єкт розташований на території Надвірнянського району Івано-Франківської області, Бистрицьке лісництво, квартал 72, виділ 7.
Площа — 5,0000 га, статус отриманий у 1993 році.